# تومي روبريدو
تومي روبريدو (1 مايو 1982 - ) لاعب تنس إسباني محترف. ترتيبه الفردي هو الخامس عالميًا ، والذي وصل إليه في أغسطس 2006 نتيجة فوزه ببطولة أبطال هامبورغ في وقت سابق من ذلك العام.

## وصلات خارجية
- تومي روبريدو على موقع رابطة محترفي التنس (الإنجليزية)
- تومي روبريدو على موقع الاتحاد الدولي لكرة المضرب (الإنجليزية)
- تومي روبريدو على موقع كأس ديفيز (الإنجليزية)
- تومي روبريدو على موقع خلاصة التنس.كوم (الإنجليزية)
- تومي روبريدو على موقع إي إس بي إن.كوم (الإنجليزية)
- تومي روبريدو على موقع أوليمبيديا (الإنجليزية)
- تومي روبريدو على موقع AS.com (الإسبانية)